# ハーバート・ゴールドスタイン
ハーバート・ゴールドスタイン（Herbert Goldstein、1922年6月26日 - 2005年1月12日）は、アメリカの物理学者。標準的な大学院の教科書『古典力学』の著者として有名。
1940年、ニューヨーク市立大学シティカレッジで理学位を取得し、1943年にMITでPh.D.を取得した。
1942年から1946まで、M.I.T.の戦時放射線研究所の一員であり、導波路とマグネトロンの理論とレーダエコーの特性に関する研究に関わっていた。1946年から49年までハーバード大学の物理学科の講師を務めた。1949年から1950年までAECのポスドクを務め、1952年から53年まではブランダイス大学の客員准教授を務めた。1950年からNuclear Development Corporation of AmericaのSenior Physicistであり、原子炉の遮蔽や原子炉設計に関係のある中性子断面積に関する理論的研究を指揮していた。
1961年からコロンビア大学の原子力科学および工学の教授を務めた。亡くなる際には名誉教授であった。
1962年に「原子炉物理学および核断面積への貢献ならびに原子力シールド設計の合理的な科学的根拠の確立におけるリーダーシップ」によりアーネスト・ローレンス賞を受賞した。
正統派ユダヤ科学者協会の創立メンバーであり、会長も務めた。イスラエルに埋葬されている。

## 著書
- H. Goldstein, Classical Mechanics, Addison-Wesley, 1950. ISBN 0201025108 [3]
- H. Goldstein, Fundamental Aspects of Reactor Shielding, Addison-Wesley, 1959.
- H. Goldstein, Classical Mechanics (2nd Edition), Addison-Wesley, 1980. ISBN 0201029189
- H. Goldstein, J. L. Gross, R. E. Pollack, and R. B. Blumberg, The Scientific Experience, Columbia University, 1996.
- H. Goldstein, C. P. Poole, J. L. Safko, Classical Mechanics (3rd Edition), Addison-Wesley, 2001. ISBN 0201657023